# Sciences environnementales
Les sciences environnementales, aussi dénommées sciences de l'environnement ou études sur l'environnement comprennent un ensemble de disciplines complémentaires et croisées incluant  les sciences physiques, chimiques, biochimiques et éco-chimiques, des sciences de la Vie et de la Terre comme la biologie, l'écologie, la géonomie, la géographie, la géologie, la géomorphologie, la climatologie, la pédologie, l'agronomie, la médecine, ainsi que des sciences sociales et humaines comme la sociologie, l'économie, la politique, l'histoire environnementale ou l'écologie rétrospective, articulées autour de problématiques environnementales communes.

## Utilité
Les sciences environnementales répondent à la nécessité d'intégrer plusieurs approches provenant de différentes disciplines scientifiques pour être en mesure de comprendre et de faire face aux problématiques environnementales modernes comme l'injustice environnementale, la perte de la biodiversité et les changements climatiques.

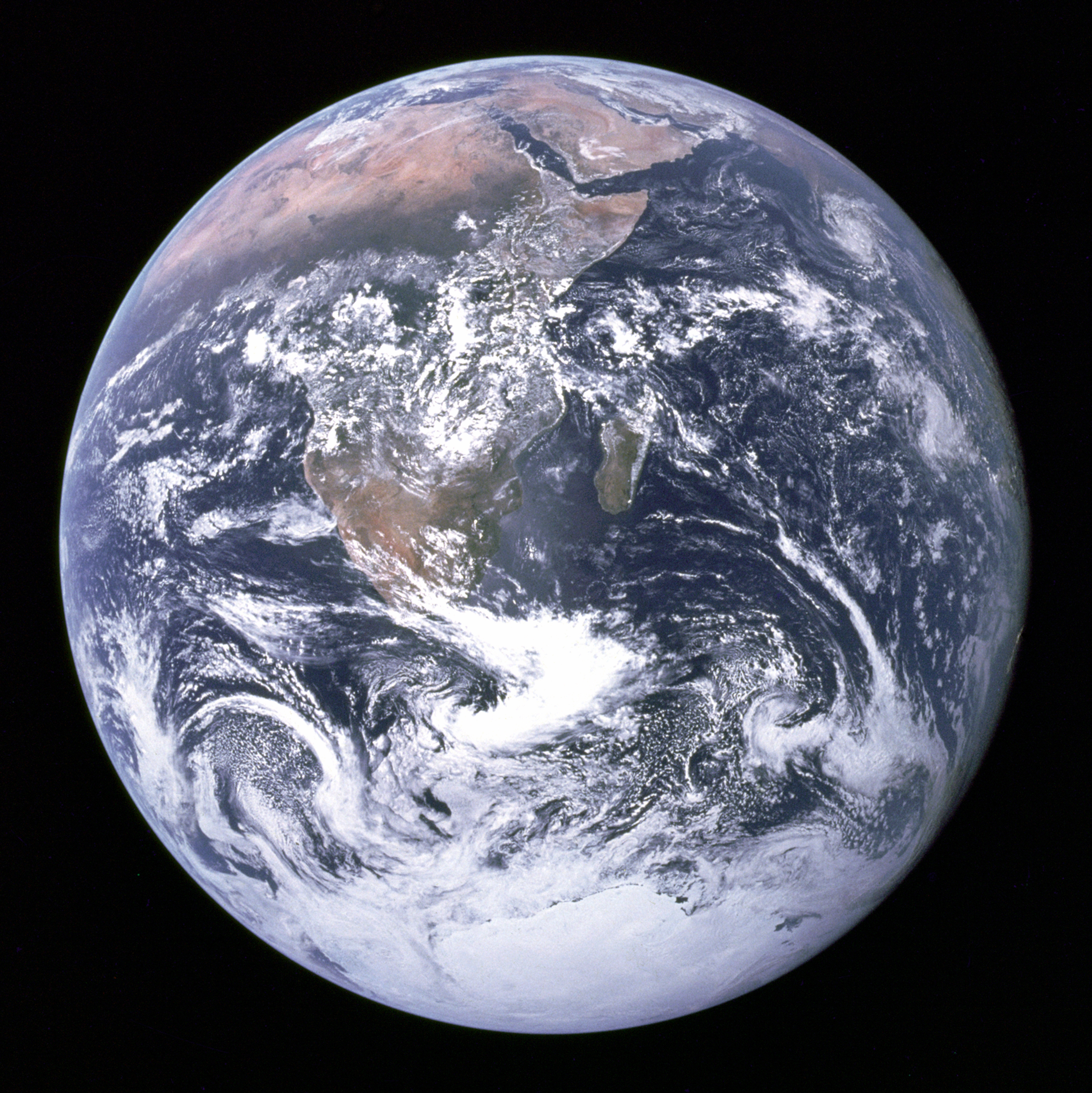
« La bille bleue » : photo de l'Afrique, de l'Antarctique et de la péninsule Arabique prise en route pour la Lune par Harrison Schmitt ou Ron Evans lors de la mission Apollo 17 le 7 décembre 1972.

Dans un monde de plus en plus globalisé, des problèmes comme le dérèglement climatique et la crise de la biodiversité ne peuvent être appréhendés et traités que de manière interdisciplinaire et à l'échelle planétaire, ou à celle des biomes et des continents. Les « politiques environnementales » sont construites d'une part sur la base des connaissances, bilans et évaluations apportées par les sciences environnementales, débouchant sur des mesures de protection des ressources, des milieux, des eaux et de la santé, et d'autre part sur les intérêts économiques et politiques des sociétés humaines, débouchant sur des compromis visant à réduire le coût de la protection et à préserver autant que possible la production et la consommation.

## Les sciences environnementales et lecitoyen
Les sciences environnementales contribuent à l'émergence d'une « culture de l'environnement » et dans le monde rural de l'agri-environnement et intègrent parfois une dimension de science citoyenne et science participative, éventuellement dans une perspective de démocratie participative.